# Klaas de Boer (burgemeester, Hardinxveld)
Klaas de Boer (Blokzijl, 7 januari 1891 – Alblasserdam, 6 november 1980) was een Nederlands politicus van de VDB en later de PvdA.
Hij werd geboren als zoon van Jan de Boer (veehouder, 1865-1913) en Gergina van der Linde (1869-1946). In 1909 begon hij zijn loopbaan bij de gemeentesecretarie van Havelte, daarna werkte hij bij de gemeente Loosduinen voordat hij in 1916 te Bathmen gemeentesecretaris werd. In maart 1919 volgde hij J.P. Vis op als gemeentesecretaris van Hardinxveld en in 1939 werd De Boer benoemd tot burgemeester van van die gemeente. In de zomer van 1943 werd hij ontslagen, maar na de bevrijding kon hij terugkeren als burgemeester van Hardinxveld. In februari 1956 ging hij daar met pensioen, waarna hij als waarnemend burgemeester aanbleef tot Hardinxveld op 1 januari 1957 fuseerde met Giessendam tot de gemeente Hardinxveld-Giessendam. Eind 1980 overleed De Boer op 89-jarige leeftijd.